# Mohamed Bekkari
Mohamed Bekkari (ur. 15 lipca 1969) – marokański trener piłkarski. W sezonie 2020/2021 asystent trenera w Rai Casablanca.

## Kariera trenerska
Zaczynał pracę 1 lipca 2016 roku jako trener w Rapide Oued Zem. Pierwszy mecz w marokańskiej ekstraklasie rozegrał 8 września 2017 roku. Przeciwnikiem był FAR Rabat, a mecz zakończył się bezbramkowym remisem. Łącznie rozegrał 17 meczów, z czego wszystkie w 1. lidze Maroka. Pracę zakończył 19 lutego 2018 roku.
Od 7 września 2019 roku do 16 listopada roku następnego trenował Rachad Bernoussi.
17 listopada 2020 roku został asystentem trenera w Rai Casablanca. W 19 meczach był asystentem Jamala Sellamiego, a w 14 Lassaada Chabbiego. Przez 2 mecze był tymczasowym trenerem Rai (oba w 2021 roku).